# Dreaming Out Loud
Dreaming Out Loud é o primeiro álbum de estúdio da banda norte-americana OneRepublic. Ele foi produzido por Greg Wells com duas canções produzidas pelo vocalista Ryan Tedder, e mixado por Joe Zook. O álbum foi lançado em 20 de Novembro de 2007, apesar de várias faixas terem ido parar na internet meses antes do lançamento oficial. O álbum segue 2 anos de massivo sucesso no MySpace, onde a banda estava presente no Top Artistas Musicais do MySpace desde o início de 2006, com mais de 26 milhões de execuções de suas canções. Ele foi em seguida lançado em países como Reino Unido, Austrália e Estados Unidos até 10 de Março de 2008. O álbum já vendeu mais de 2 milhões de cópias mundialmente.
O primeiro single a ser lançado do álbum foi "Apologize" (tanto a versão original quanto o remix de Timbaland), 17 de Setembro nos EUA e em Outubro de 2007 no Brasil. O single seguinte, "Stop and Stare", foi lançado em Dezembro de 2007 nos EUA, em 3 de Março no Reino Unido e no mesmo mês no Brasil, seguindo o sucesso do single anterior, "Apologize". O terceiro single do álbum é "Say (All I Need)", lançado mundialmente em Junho de 2008.

## Faixas
| N.º | Título                | Compositor(es)                                                      | Produtor(es)       | Duração |  |
| 1.  | "Say (All I Need)"    | Ryan Tedder, Brent Kutzle, Andrew Brown, Eddie Fisher, Zach Filkins | Greg Wells         | 3:50    |  |
| 2.  | "Mercy"               | Brown, Tedder                                                       | Greg Wells         | 4:00    |  |
| 3.  | "Stop and Stare"      | Brown, Filkins, Fisher, Tim Myers, Tedder                           | Greg Wells         | 3:43    |  |
| 4.  | "Apologize"           | Tedder                                                              | Tedder, Greg Wells | 3:28    |  |
| 5.  | "Goodbye, Apathy"     | Tedder                                                              | Tedder, Greg Wells | 3:32    |  |
| 6.  | "All Fall Down"       | Brown, Filkins, Fisher, Kutzle, Tedder                              | Greg Wells         | 4:04    |  |
| 7.  | "Tyrant"              | Jerrod Bettis, Brown, Filkins, Myers, Tedder                        | Greg Wells         | 5:03    |  |
| 8.  | "Prodigal"            | Brown, Filkins, Fisher, Kutzle, Tedder                              | Greg Wells         | 3:55    |  |
| 9.  | "Won't Stop"          | Tedder, Greg Wells                                                  | Tedder             | 5:03    |  |
| 10. | "All We Are"          | Ryan Tedder                                                         | Greg Wells         | 4:26    |  |
| 11. | "Someone to Save You" | Fisher, Myers, Tedder                                               | Greg Wells         | 4:15    |  |
| 12. | "Come Home"           | Tedder                                                              | Tedder             | 4:27    |  |

| Faixas bônus |                              |         |  |
| N.º          | Título                       | Duração |  |
| 13.          | "Apologize(Feat. Timbaland)" | 3:05    |  |
| 14.          | "Something's Not Right Here" | 3:01    |  |
| 15.          | "Hearing Voices"             | 3:55    |  |
| 16.          | "Dreaming Out Loud"          | 4:39    |  |
| 17.          | "Sleep (Remix)"              | 5:56    |  |

| Faixas bônus no iTunes |                                 |         |  |
| N.º                    | Título                          | Duração |  |
| 1.                     | Sem título                      | 4:31    |  |
| 2.                     | "Apologize (Vídeo ao vivo)"     | 3:39    |  |
| 3.                     | "All Fall Down (Vídeo ao vivo)" | 4:15    |  |

| Outras faixas não lançadas |                                |         |  |
| N.º                        | Título                         | Duração |  |
| 1.                         | "All We Are (Versão original)" | 4:02    |  |
| 2.                         | "Too Easy"                     | 3:10    |  |
| 3.                         | "Trapt Door"                   | 3:51    |  |

## Singles
O primeiro single a ser lançado a partir do álbum foi, "Apologize", tanto em sua forma original e uma versão remixada por Timbaland. O single seguinte foi "Stop and Stare", lançado em 3 de março de 2008, no Reino Unido. Um terceiro single do álbum, "Say (All I Need)" foi lançado em junho de 2008. Em setembro de 2008, a banda lançou seu quarto single, "Mercy". O vídeo oficial de "Mercy" estreou no Reino Unido em 15 de agosto de 2008, no canal musical "Q". O vídeo é filmado em preto e branco e com características do OneRepublic tocando a música em uma praia. "Come Home", foi remasterizado com Sara Bareilles e foi lançado em 14 de julho no iTunes e estreou na 80ª da Billboard Hot 100. A canção é uma homenagem aos soldados americanos e foi escrito por Tedder sobre um amigo de seu soldado que servia no exterior. "All We Are" foi usado como Promo em HBO's 2009. A canção "Tyrant" foi usado em 2010 filme The Last Song como canção do filme de abertura que foi incluída como faixa principal da trilha sonora oficial do filme.

### Desempenho
| Ano  | Título           | Melhores posições | Melhores posições | Melhores posições | Melhores posições | Melhores posições | Melhores posições | Melhores posições |
| Ano  | Título           | EUA               | ALE               | AUS               | AUT               | BEL               | CAN               | HOL               |
| ---- | ---------------- | ----------------- | ----------------- | ----------------- | ----------------- | ----------------- | ----------------- | ----------------- |
| 2007 | Apologize        | 2                 | 1                 | 1                 | 1                 | 2                 | 1                 | 1                 |
| 2007 | Stop and Stare   | 12                | 6                 | 11                | 5                 | 29                | 16                | 18                |
| 2008 | Say (All I Need) | —                 | 41                | —                 | —                 | —                 | —                 | 32                |
| 2008 | Mercy            | —                 | —                 | —                 | —                 | —                 | —                 | 54                |
| 2008 | Come Home        | 80                | —                 | —                 | —                 | —                 | —                 | —                 |

## Paradas Semanais
| Parada (2007/2008)                    | Melhor posição |
| ------------------------------------- | -------------- |
| Alemanha - (Media Control Charts)     | 7              |
| Austrália - (Australian Albums Chart) | 4              |
| Áustria - (Austrian Albums Chart)     | 14             |
| Bélgica - (Ultratop - Flanders)       | 98             |
| Canadá - (Canadian Albums Chart)      | 7              |
| Dinamarca - (Denmark Albums Top 40)   | 3              |
| Espanha - (Spanish Albums Chart)      | 55             |
| Estados Unidos - (Billboard 200)      | 14             |
| Estados Unidos - (Alternative Albums) | 1              |
| Estados Unidos - (Digital Albums)     | 17             |
| Estados Unidos - (Rock Albums)        | 3              |
| França - (French Albums Chart)        | 76             |
| Grécia - (Greek Albums Chart)         | 20             |
| Irlanda - (Irish Albums Chart)        | 4              |
| Itália - (Italian Albums Chart)       | 29             |
| Mundo - (United World Chart)          | 10             |
| Nova Zelândia - (RIANZ Top 40)        | 3              |
| Polónia - (Polish Albums Chart)       | 32             |
| Países Baixos - (Mega Charts)         | 71             |
| Reino Unido - (UK Albums Chart)       | 2              |
| Chéquia - (Czech Albums Chart)        | 25             |
| Suíça - (Swiss Albums Charts)         | 8              |
| Suécia - (Swedish Albums Chart)       | 49             |

### Vendas e certificações
| País           | Associação   | Certificação | Vendas   |
| -------------- | ------------ | ------------ | -------- |
| Alemanha       | BVMI         | Ouro         | 100.000+ |
| Austrália      | ARIA         | Ouro         | 35.000+  |
| Áustria        | IFPI         | Ouro         | 15.000+  |
| Canadá         | Music Canada | Ouro         | 50.000+  |
| Dinamarca      | IFPI         | Ouro         | 15.000+  |
| Estados Unidos | RIAA         | Ouro         | 840.000+ |
| Irlanda        | IRMA         | Platina      | 15.000+  |
| Nova Zelândia  | RIANZ        | Platina      | 15.000+  |
| Suíça          | IFPI         | Ouro         | 15.000+  |

## Histórico de lançamento
| País           | Data                   |
| -------------- | ---------------------- |
| Estados Unidos | 20 de Novembro de 2007 |
| Austrália      | 10 de Março de 2008    |
| Reino Unido    | 10 de Março de 2008    |
| Europa         | 14 de Março de 2008    |
| Espanha        | 1 de Abril de 2008     |